# Jesenice (Příbram)
Jesenice é uma comuna checa localizada na região da Boêmia Central, distrito de Příbram.